# Віленська василіянська друкарня
Віленська василіянська друкарня або Віленська Троїцька друкарня — колишня друкарня, яка діяла при василіянському монастирі Пресвятої Тройці у Вільно в XVII — початку XIX ст. Заснована на базі Віленської друкарні Мамоничів, яку після 1624 року Леон Мамонич передав Василіянському Чину.

## Історія

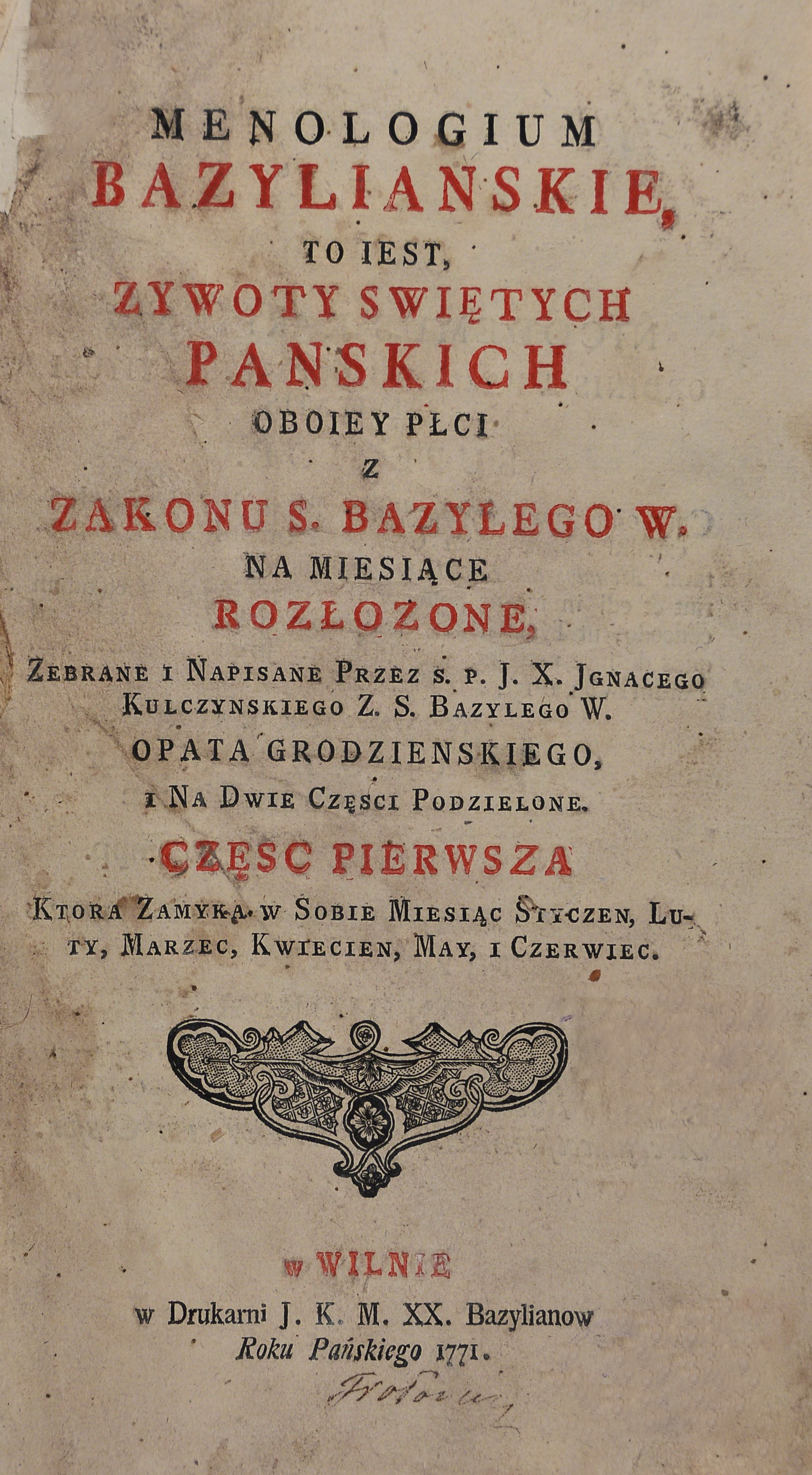
Книга «Menologium bazylianskie» василіянина Ігнатія Кульчинського, опублікована у Віленській василіяньскій друкарні. 1771 р.

Друкарня мала кілька верстатів і складальних шрифтів, що дозволяло видавати книги слов'янською, польською, латинською та французькою мовами. Перші відомі книги друкарні — «Катехізис» (1628) і «Служебник, або Літургікон» (1691). Відомо, що під час московської окупації 1655 г. був знищений друкарський прес.
У 1692 році припинила свою діяльність, знову відновила після 1760 року. Випускала богослужбову і богословську літературу, значну частину якої складали переклади і передруки московських видань середини XVII ст., а також панегірики, підручники, букварі, словники для шкіл Василіянського Чину: «Буквар слов'янської мови» (1767, 1782 рік), «Буквар польської мови» (1783), «Житія святих» Карла Массіні в 13 томах (закінчено в 1786), « Лексикон географічний» Іларіона Карпінського (1766), який містив не тільки важливу географічну та історичну інформацію про країни і народи Європи та інших континентів, а й оригінальні відомості про воєводства, повіти, міста, містечка і навіть села Білорусі, Литви, Польщі, «Історія Східних Індій» Тадеуша Подлецького (1776) та ін. Наприкінці XVIII ст. друкарня видавала поезію, художню прозу, драматичні твори, виконувала замовлення віленських бернардинів і домініканців. У 1778—1809 роках вийшло близько 67 книг кирилицею (9 — уніатські, інші — старообрядницькі), в тому числі Псалтирі, Часослови, Каноніки, Повчання Івана Золотоустого, твори Авви Доротея, Єфрема Сирина та ін. Всього в 1628—1800 роках вийшло 237 найменувань книг і 81 анонімне видання.
Книги прикрашені орнаментальними гравюрами і заставками, кінцівками, ініціалами, сюжетними ілюстраціями на релігійну тематику, географічними картами. Зображення Богородиці з дитиною, Єфрема Сиріна, царя Давида, виконані в кінці XVIII ст., відрізняються від гравюр XVII ст., які мали емблематичний характер. Для друкарні працював гравер Леонтій Тарасевич, який виконав для «Служебника» (Вільно, 1691; Супрасль, 1695) титульний аркуш, портрет Кароля Станіслава Радзивілла і Розп'яття.
Показником продуктивності видавничої діяльності василіян і попиту на їх продукцію було функціонування в кінці XVIII ст. у Вільно їх книжкової крамниці. Як відзначають дослідники, Вільно було основним постачальником унійної книжкової продукції для Білорусі, а також України, де до кінця XVII ст. не вийшло жодної книги українською та церковнослов'янською мовою на користь релігійного єдності.